# Brunnenvergiftung (Rhetorik)
Die Brunnenvergiftung ist ein rhetorisches Mittel und stellt einen Spezialfall des Argumentum ad hominem dar. Den Brunnen zu vergiften bedeutet bildlich gesprochen, Einfluss zu nehmen, bevor daraus getrunken wird. Die Metapher leitet sich her von der Vorstellung, dass jemand vorsätzlich einen Trinkwasserbrunnen vergiftet, damit niemand mehr daraus trinken kann oder will.
In einer Diskussion wird das rhetorische Mittel der Brunnenvergiftung angewendet, um Argumente einer Gegenseite oder Personen, die die Gegenseite vertreten, so zu rahmen (Framing-Effekt), dass es der Gegenseite erschwert wird, ihre Position einzunehmen. Die rhetorische Taktik lässt sich v. a. dann leicht umsetzen, wenn die Gegenposition im Publikum mehrheitlich abgelehnt wird. Die Taktik kann sehr plump sein, wirkt aber um so stärker, je subtiler sie eingebracht wird. Sie kann dazu dienen, die Diskussion über ein Thema zu verhindern (Ablenkungsmanöver).

## Beispiele
Beispiele für dieses Vorgehen sind:
- Die Gegenposition wird falsch oder verzerrt dargestellt.
- Der Gegner wird selbst diskreditiert, verunglimpft oder lächerlich gemacht.

Ein typisches, in der politischen Diskussion verbreitetes Brunnenvergiftungs-Argument greift auf den sogenannten gesunden Menschenverstand zurück, und behauptet, schon bevor der Gegner sich äußert, „kein vernünftiger Mensch“ könne die Position des Gegenübers vertreten. Wer nun „aus dem Brunnen trinkt“, also sich die zuvor angegriffene Position zu eigen macht, steht zunächst als jemand da, dem der „gesunde Menschenverstand“ fehlt.

Ein weiteres Beispiel für eine Aussage, die die rhetorische Brunnenvergiftung enthält, wäre:
Mein Gegenredner wird ihnen sicher gleich sagen, dass der von mir vorgelegte Plan nicht funktionieren könne, dabei war er ja von Anfang an dagegen, weil er neidisch ist, dass er nicht selber auf die Idee gekommen ist.
Durch diese Aussage wird der „Brunnen“, also die wahrscheinlich geplante Aussage der Gegenrednerin, „vergiftet“.